# Wege zum Glück – Spuren im Sand
Wege zum Glück – Spuren im Sand ist eine deutsche Telenovela und eine Nachfolgeserie zu den ZDF-Telenovelas Bianca – Wege zum Glück (2004–2005) und Wege zum Glück (2005–2009). Sie wurde vom 7. Mai bis zum 29. Juni 2012 montags bis freitags wiederum auf dem angestammten Nachmittagssendeplatz des ZDF um 16:15 Uhr ausgestrahlt.
Am 8. Juni 2012 gab der Sender bekannt, die Serie wegen der schlechten Zuschauerresonanz aus dem Programm nehmen zu wollen. Statt der geplanten 240 Folgen wurden letztlich nur 99 Folgen produziert, die fortan vom 2. Juli bis 28. September 2012 täglich um 04:45 Uhr im ZDF zu Ende gesendet und jeweils am selben Tag um 12:50 Uhr noch einmal als Wiederholung auf dem Digitalsender ZDFneo gezeigt wurden.

## Produktion
Am 20. Januar 2012 gab das ZDF bekannt, die Telenovela Wege zum Glück neu auflegen zu wollen. Die Dreharbeiten liefen vom 31. Januar bis zum 29. Juni 2012 in Potsdam-Babelsberg und Umgebung sowie an der Ostsee.
Birgit Wiedel Weidinger, die bereits in der Telenovela Bianca – Wege zum Glück vom 1. November 2004 bis 5. Oktober 2005 zu sehen war, übernahm erneut die Rolle der Bärbel Krause, einstige Köchin auf Gut Wellinghof. Nachdem sie ihre alte Wirkstätte verlassen hatte und eine neu geschaffene Existenz in Afrika durch ein Feuer vernichtet wurde, landet sie mit ihrem ehemaligen Lebenspartner Kai Engelhardt auf Nordersund, wo sie fortan gemeinsam das Lokal „Elephant“ betreiben.
Manolo Palma, der in der letzten Folge den Argentinier Juan Paoblo spielt, und Greta Galisch de Palma, die die Rolle der Greta Sandacker verkörpert, sind im wirklichen Leben ein Ehepaar.

## Handlung
Nach einer katastrophalen Sturmflut findet die Freundschaft der vier Freunde Maja, Robert, Greta und Markus ein jähes Ende. Maja zieht daraufhin mit ihrer Mutter weg, ohne zu begreifen, dass sie und Robert sehr viel füreinander empfinden.
18 Jahre später kehrt die begabte Landschaftsgärtnerin Maja zusammen mit ihrem Lebensgefährten Arthur in ihre Heimatstadt Nordersund zurück, um mit der Vergangenheit abzuschließen. Doch als sich Maja und Robert das erste Mal wiedersehen, flammen die alten Gefühle sofort wieder auf. Robert führt mittlerweile zusammen mit seinem intriganten Stiefbruder Kilian die elterliche Reederei und ist mit Greta verlobt. Die junge Liebe wird auf eine harte Probe gestellt, als bei Greta eine schwere Krankheit diagnostiziert wird. Maja und Robert beschließen, ihre Gefühle füreinander zu unterdrücken. Doch nicht nur die Liebe beschäftigt sie, sondern auch die Katastrophe vor 18 Jahren. Sie wollen herausfinden, wie es damals zu diesem schrecklichen Unglück kam.
Als Greta den Verdacht hat, dass Robert und Maja sich lieben, versucht sie, ihrem Leben ein Ende zu setzen. Edmund Hartwig zieht sie aus dem Wasser und gilt fortan als ihr Lebensretter. Hartwigs Stiefmutter Gertrud Mahlbeck, die von dem jungen Mann überhaupt nichts hält, ändert ihr Testament zu Gretas Gunsten. Es stellt sich heraus, dass Gretas Tumor im Kopf inoperabel ist und ihr noch eine Lebenszeit von höchstens einem Jahr bleibt. Es gelingt Robert und Maja, Greta davon zu überzeugen, dass Majas Liebe ihrem Partner Dr. Arthur Groth gehört. Arthur spielt das Spiel mit und man ringt sich dazu durch, Gretas Herzenswunsch zu erfüllen und eine Doppelhochzeit zu feiern. Die Freunde, zu denen inzwischen auch Arthur Groth gehört, wollen alles tun, um Greta die verbleibende Zeit so schön wie möglich zu gestalten. Als Edmund Hartwig die Ahlsens im Klippenhaus besucht und Kilian kennenlernt, fassen beide den teuflischen Plan, Greta zu beseitigen, damit das Erbe wieder Edmund zufällt. Kilian will für seine Mitarbeit den hälftigen Anteil am Millionenerbe. Für seine niederträchtigen Pläne spannt er auch Jule Sieverstedt, die Tochter von Wiebke Sieverstedt, die als Sekretärin in der Reederei der Ahlsens arbeitet, ein. Jules Großeltern, Ulla und Bernd Sieverstedt, arbeiten ebenfalls für die Ahlsens. Es gelingt Kilian, Jule so von sich abhängig zu machen, dass sie ihm blind folgt. Senta und Jan Ahlsen, die durch eine gezielte Manipulation von Kilian nahe daran waren, sich zu trennen, sind so glücklich über ihre Versöhnung, dass sie beschließen, auf Weltreise zu gehen. Die Führung der Reederei geht zu gleichen Teilen an Kilian und Robert. Im Laufe der Zeit wird die Lage zwischen den Paaren immer schwieriger, so dass Maja beschließt, Greta nicht länger zu belügen. Als sie von der gegenseitigen Liebe zwischen sich und Robert spricht, bricht Greta bewusstlos zusammen.
Vier Jahre sind vergangen als Robert und Maja die Freunde dazu eingeladen haben, der Bekräftigung ihres Jawortes beizuwohnen, das sie sich vor zwei Jahren in aller Stille gegeben hatten. Das junge Paar hat inzwischen einen kleinen Sohn namens Simon. Die Freunde sind glücklich, dass Greta durch eine lebensgefährliche Operation gerettet werden konnte und den richtigen Mann fürs Leben in dem Argentinier Juan Paoblo gefunden hat, mit dem zusammen sie zur Feier erscheint. Beide haben sich in Argentinien ein neues Leben aufgebaut, wobei ihnen, wie Greta erwähnt, Gertruds Erbe sehr geholfen habe. Als damals nach Gretas Zusammenbruch herauskam, dass Kilian mit Giftmülltransporten die Reederei an den Rand des Ruins gebracht hatte, wurde er auf Weisung von Senta und Jan Ahlsen von allen Pflichten entbunden und verschwand kurz darauf spurlos. Edmund Hartwig wurde zu einer langjährigen Gefängnisstrafe verurteilt. Jule hatte die Mitteilung, dass sie die Tochter von Jan Ahlsen ist, „sehr erwachsen“, wie ihre Mutter meint, aufgenommen und hat inzwischen ein sehr gutes Verhältnis zu ihrem Vater aufbauen können.
An diesem Tag taucht Kilian unbemerkt durch einen Geheimgang, der direkt in sein Zimmer führt, wieder auf. Er findet dort den kleinen Simon vor und lockt ihn mit in den Geheimgang. Später im Büro der Reederei kommt es zu einem Gerangel zwischen den Brüdern, bei dem sich ein Schuss löst und Robert in den Arm trifft. Als Maja hinzukommt, gelingt es Kilian, beide aneinander zu fesseln und Maja mit seiner Waffe zu bedrohen. Er ist gerade dabei Benzin im Büroraum auszukippen, als es Greta mit Hilfe der alarmierten Polizeibeamten gelingt, Maja und Robert aus ihrer gefährlichen Situation zu befreien. Kilian hatte ihnen kurz zuvor noch gestanden, dass er es war, der die Flutkatastrophe, bei der Gretas Eltern ihr Leben verloren hatten und Majas Vater allen Lebensmut verlor, da er als der Schuldige dastand, ausgelöst hatte. Kilian hatte seinerzeit die Schleusen geöffnet. Voller Verachtung hatte er Robert entgegengeschleudert, dass er ihm immer alles genommen habe und er ihn verabscheue. Er habe ihm die Liebe der Mutter genommen, und stets hätte er in seinem Schatten gestanden. Kilian wird festgenommen und abgeführt. Maja und Robert, erleichtert auch darüber, dass ihr kleiner Sohn keinen Schaden genommen hat bei Kilians Attacken, bekunden später im Beisein der Freunde ihre Liebe zueinander. Dann wird gelacht, geredet und getanzt.

## Besetzung

### Hauptdarsteller
Sortiert nach der Reihenfolge des Einstiegs
| Schauspieler            | Rolle                     | Folgen   | Jahr |
| ----------------------- | ------------------------- | -------- | ---- |
| Andrea Cleven           | Maja Ahlsen, geb. Iversen | 1–99     | 2012 |
| Simon Licht             | Arthur Groth              | 1–99     | 2012 |
| Florian Thunemann       | Robert Ahlsen             | 1–99     | 2012 |
| Greta Galisch de Palma  | Greta Sandacker           | 1–99     | 2012 |
| Philipp Romann          | Markus Overbeck           | 1–99     | 2012 |
| Katharina Nesytowa      | Alexandra Overbeck        | 1–99     | 2012 |
| Birgit Wiedel Weidinger | Bärbel Krause             | 1–99     | 2012 |
| Oliver Chomik           | Kai Engelhardt            | 1–99     | 2012 |
| Roger Ditter            | Sven Hoffmann             | 1–99     | 2012 |
| Adele Landauer          | Senta Ahlsen              | 1–80, 88 | 2012 |
| Dietrich Adam           | Jan Ahlsen                | 1–79     | 2012 |
| Sascha Tschorn          | Kilian Ahlsen             | 1–99     | 2012 |
| Karin Düwel             | Ulla Sieverstedt          | 1–99     | 2012 |
| Florian Frowein         | Leon Schilling            | 2–99     | 2012 |
| Anne Kasprik            | Wiebke Sieverstedt        | 2–99     | 2012 |
| Dietmar Huhn            | Bernd Sieverstedt #1      | 2–30     | 2012 |
| Sonja Bertram           | Nina Moeller              | 2–99     | 2012 |
| Christin Heim           | Jule Sieverstedt          | 23–99    | 2012 |
| Klaus Peeck             | Bernd Sieverstedt #2      | 31–99    | 2012 |
| Max Engelke             | Edmund Hartwig            | 31–98    | 2012 |

### Nebendarsteller
Sortiert nach der Reihenfolge des Einstiegs.
| Schauspieler     | Rolle              | Folgen      | Jahr |
| ---------------- | ------------------ | ----------- | ---- |
| Mareile Moeller  | Daphne Jaeger †    | 18–24       | 2012 |
| Brigitte Grothum | Gertrud Mahlbeck † | 30–36 69–74 | 2012 |
| Michael Seeboth  | Walter Koenig      | 35–38       | 2012 |
| Tommi Piper      | Pastor Niemeyer    | 68–74       | 2012 |